# Espinosa de Cerrato
Espinosa de Cerrato is een gemeente in de Spaanse provincie Palencia in de regio Castilië en León met een oppervlakte van 45,28 km². Espinosa de Cerrato telt 171 inwoners (1 januari 2016).

## Demografische ontwikkeling
Bron: INE, 1857-2011: volkstellingen